# Rouina
Rouina est une commune de la wilaya de Aïn Defla en Algérie.